# Gesellschaft mit beschränkter Haftung (Schweiz)
Die Gesellschaft mit beschränkter Haftung (GmbH); (französisch Société à Responsabilité limitée (Sàrl); italienisch Società a garanzia limitata (Sagl)); rätoromanisch societad cun responsabladad limitada (Scrl); englisch Limited Liability Company (LLC) ist im schweizerischen Gesellschaftsrecht eine personenbezogene Rechtsform mit eigener Rechtspersönlichkeit, in der die Haftung der Gesellschafter auf das Gesellschaftskapital beschränkt ist. Die Zahl der Schweizer GmbHs nimmt in den letzten Jahren stark zu und betrug per 1. Januar 2019 197'858.

## Rechtsgrundlagen
Rechtsgrundlage für die Gesellschaft mit beschränkter Haftung bildet insbesondere der 28. Titel des Obligationenrechts (Artikel 772–827 OR). Daneben sind gegebenenfalls aber auch weitere Bestimmungen des Obligationenrechts anwendbar, namentlich jene über das Handelsregister, die Geschäftsfirmen und die kaufmännische Buchführung (Vierte Abteilung, Art. 927 bis 964 OR). Schliesslich sind auch die Bestimmungen des Fusionsgesetzes in bestimmten Fällen anwendbar.
Auf den 1. Januar 2008 trat eine umfassende Revision des GmbH-Rechts in Kraft, die eine Vereinfachung der Regelung und eine Angleichung an die Aktiengesellschaft bezweckten. Zu den wichtigsten Änderungen zählen die Aufhebung der Mindestzahl von zwei Gesellschaftern sowie der Obergrenze des Stammkapitals von zwei Millionen Schweizer Franken, was die GmbH nun auch für grössere Unternehmen interessant macht. Als Folge der Gesetzesrevision nahm die Popularität dieser Rechtsform stark zu und die Gründung von GmbHs stieg markant.

## Zweck
Die GmbH ist im Schweizer Recht vor allem für kleinere Unternehmen gedacht. Bereits in der Definition nennt Art. 772 OR das personenbezogene Element der GmbH, was sich konkret darin äussert, dass die Gesellschafter die Geschäftsführung ausüben, sofern die Statuten nichts anderes bestimmen (Art. 809 OR). Darüber hinaus ermöglicht das GmbH-Recht eine weitgehende Personalisierung, was bei der Aktiengesellschaft nicht möglich ist. Konkret können statutarisch beispielsweise Konkurrenzverbote, Nachschusspflichten und Vorkaufsrechte festgelegt werden (OR 776a).

## Finanzielles und Eintragung
Das Stammkapital einer GmbH muss mindestens 20'000 Schweizer Franken (CHF) betragen (Art. 773 OR). Seit 1. Januar 2008 muss das Stammkapital vollliberiert (volleingezahlt) werden (Art. 777c Abs. 1 OR) und der Nennwert eines Stammanteils muss mindestens CHF 100.- betragen (Art. 774 OR), wobei eine Liberierung durch Sacheinlage möglich ist (Art. 777c Abs. 2 OR). Die Abtretung von Stammanteilen sowie die Verpflichtung zur Abtretung bedürfen mangels einer besonderen statutarischen Regelung der Schriftform.
Gewinnverwendung und Gewinnausschüttung
Jede GmbH muss mindestens 5 % des Jahresgewinnes in eine Reserve einbezahlen, bis sie 20 % des einbezahlten Stammkapitals ausmacht. Bei einem Verlustjahr entfällt diese Pflicht.
Die sogenannte Grunddividende beträgt höchstens 5 Prozent des einbezahlten Stammkapitals. Wird eine höhere Dividende ausbezahlt – eine sogenannte Superdividende – muss vorher eine weitere gesetzlich bestimmte Reserve gebildet werden.
Handelsregister
Die GmbH wird immer ins Handelsregister eingetragen, wodurch sie erst ihre Rechtspersönlichkeit erlangt (Art. 779 OR). Vor der Eintragung ins Handelsregister wird die GmbH folglich als Kollektivgesellschaft betrachtet, was eine unbeschränkte solidarische Haftung der Gesellschafter für die vor der Eintragung entstehenden Verpflichtungen zur Folge hat.

## Organisation der Gesellschaft
Die Gesellschaft hat folgende Organe:
- Gesellschafterversammlung
- Geschäftsführung. Wenn es nicht im Gesellschaftsvertrag anders geregelt ist, führen alle Gesellschafter das Geschäft. Gesellschafter, die keine natürlichen Personen sind, benennen eine Person. Das Geschäft kann nur durch natürliche Personen geführt werden (Art. 809 Abs. 2 OR).
- Revisionsstelle. Die Bestimmungen der Aktiengesellschaft sind anwendbar.
- Es gibt keine rechtliche Protokollpflicht wie bei der Aktiengesellschaft (vgl. Art. 713 Abs. 3 OR). Das Protokollieren ist im Interesse einer ordentlichen Geschäftsführung – auch  bei einer Einzel-GmbH – zu empfehlen (BSK, Art. 809 N 23).[9]